# Breonadia
Breonadia là một chi thực vật có hoa trong họ Thiến thảo (Rubiaceae).

## Loài
Chi Breonadia gồm các loài: